# USS Key West (SSN-722)
| «Кі-Вест»                  | «Кі-Вест»                               | «Кі-Вест»                               |
| -------------------------- | --------------------------------------- | --------------------------------------- |
| USS Key West (SSN-722)     |                                         |                                         |
|                            |                                         |                                         |
|                            |                                         |                                         |
| Спуск на воду              | 20 липня 1985 року                      | 20 липня 1985 року                      |
| Сучасний статус            | в активній службі                       | в активній службі                       |
| Проєкт                     |                                         |                                         |
| Тип ПЧ                     | ПЧАРК                                   | ПЧАРК                                   |
| Класифікація НАТО          | Los Angeles class                       | Los Angeles class                       |
| Основні характеристики     |                                         |                                         |
| Швидкість (надводна)       | 20 вузлів                               | 20 вузлів                               |
| Швидкість (підводна)       | понад 25 вузлів                         | понад 25 вузлів                         |
| Робоча глибина занурення   | 240 метрів                              | 240 метрів                              |
| Екіпаж                     | 16 офіцерів, 127 матросів.              | 16 офіцерів, 127 матросів.              |
| Розміри                    |                                         |                                         |
| Довжина найбільша (по КВЛ) | 110,3 метра                             | 110,3 метра                             |
| Ширина корпусу найб.       | 10 метрів                               | 10 метрів                               |
| Середня осадка (по КВЛ)    | 9,4 метра                               | 9,4 метра                               |
| Водотоннажність надводна   | 6096 тонн                               | 6096 тонн                               |
| Озброєння                  |                                         |                                         |
| Торпедно- мінне озброєння  | 4 × 21 в (533 мм) торпедні апарати      | 4 × 21 в (533 мм) торпедні апарати      |
| Ракетне озброєння          | 12 ракет Томагавк вертикального запуску | 12 ракет Томагавк вертикального запуску |

«Кі-Вест» (англ. USS Key West (SSN-722)) — багатоцільовий атомний підводний човен, є 35-тим в серії з 62 підводних човнів типу «Лос-Анджелес», побудованих для ВМС США. Він став третім кораблем ВМС США з такою назвою, підводний човен названий на честь міста Кі-Вест, штат Флорида. Призначений для боротьби з підводними човнами і надводними кораблями противника, а також для ведення розвідувальних дій, спеціальних операцій, перекидання спецпідрозділів, завдавання ударів, мінування, пошуково-рятувальних операцій.

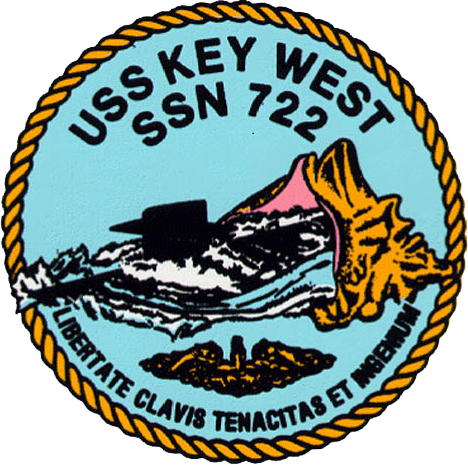
Емблема човна

Контракт на будівництво був присуджений 13 серпня 1981 року американської корабельні Newport News Shipbuilding, яка розташована в Ньюпорт-Ньюс, штат Вірджинія. Церемонія закладання кіля відбулася 6 червня 1983 року. Церемонія спуску на воду і хрещення відбулася 20 липня 1985 року. Хрещеною матір'ю стала Вірджинія Конн. Субмарина введена в експлуатацію 12 вересня 1987 на військово-морській базі Норфолк, штат Вірджинія. Портом приписки стала військово-морська база Норфолк. З 17 липня 1996 року місцем базування є військово-морська база Перл-Гарбор, Гаваї. З 9 листопада 2012 року портом приписки є військово-морська база Апра, Гуам.